# Naaba Nasbiré
Naaba Nasbiré (ou Nassibiri, Assiri ou Assiri) est le cinquième Mogho Naaba du royaume mossi. D'après la tradition orale de la généalogie impériale, il aurait régné 21 ans, de 1286 à 1307. 

## Biographie
Il est le fils du Naaba Oubri et le frère du Naaba Naskiemdé, ses prédécesseurs, et le père du Naaba Soarba qui lui a succédé. Sa résidence était à Sourkiengo cercle de Koudougou qui était la capitale du Mogho d'où il aurait régné sur le Yatenga. Il serait mort à Sourkiengo.
Il porte le même nom que le « sultan du Mossi » Na'asira, attaqué en 1497-1498 par  l'empereur songhaï  Askia Mohammed d'après le Tarikh es-Soudan (vers 1650) d'Abderrahmane Es Saâdi. Cela placerait son règne plutôt à la fin du XVe siècle.